# Erik Allardt
Erik Anders Allardt (Helsinki, 9 de agosto de 1925-Ib., 25 de agosto de 2020) fue un sociólogo y académico finlandés. Fue profesor de sociología en la Universidad de Helsinki de 1955 a 1991. Allardt fue uno de los científicos sociales más conocidos de Finlandia y los países nórdicos y uno de los investigadores de mayor éxito internacional. Transmitió a Finlandia los enfoques de la sociología estadounidense, escandinava y francesa.

## Carrera
Allardt se graduó con una licenciatura en 1943, una licenciatura en ciencias políticas en 1947 y otra licenciatura en 1952. Recibió su doctorado en 1956 en la Universidad de Helsinki. Inició su carrera como asistente en la Universidad de Helsinki de 1948 a 1953. De 1955 a 1958 fue profesor en funciones y de 1958 a 1991 profesor de sociología. De 1969 a 1970 fue también decano de la Facultad de Ciencias Políticas. Allardt fue rector de la Universidad Åbo Akademi de 1992 a 1994.  
De 1970 a 1980, Allardt fue profesor de investigación en la Academia de Finlandia. Sus principales intereses de investigación fueron la estructura de la sociedad y su cambio, el radicalismo político, el bienestar y las minorías lingüísticas.  
El abuelo paterno de Erik Allardt fue el escritor y escolar Anders Allardt y la tía fue una erudita literaria Karin Allardt-Ekelund, cuyo esposo fue el poeta y pintor Ragnar Ekelund. El abuelo paterno de Erik Allardt fue el lingüista Ivar Heikel . 
Mauri Antero Numminen estudió sociología con Allardt y compuso música para sus textos.  
Erik Allardt recibió fondos para el proyecto secreto MK Ultra de la CIA a través del Fondo de Ecología Humana.  
Allardt murió en agosto de 2020 a la edad de 95 años.

## Premios y reconocimientos
Allardt fue elegido miembro de la Academia de Ciencias de Finlandia en 1971.  Fue integrante de la Academia Europea desde la creación de esta casa de estudios en 1988.  Allardt recibió el título de académico en 1995. También fue doctor honorario de la Universidad de Upsala. Allardt fue homenajeado con la Gran Cruz de la Orden del León de Finlandia.
Allardt recibió el galardón del Premio de Reconocimiento de la Sociedad para las Relaciones Étnicas y la Investigación de la Migración Internacional (ETMU) en 2004 por su importante trabajo en las relaciones étnicas y los problemas de la migración internacional.